# Graham Coxon

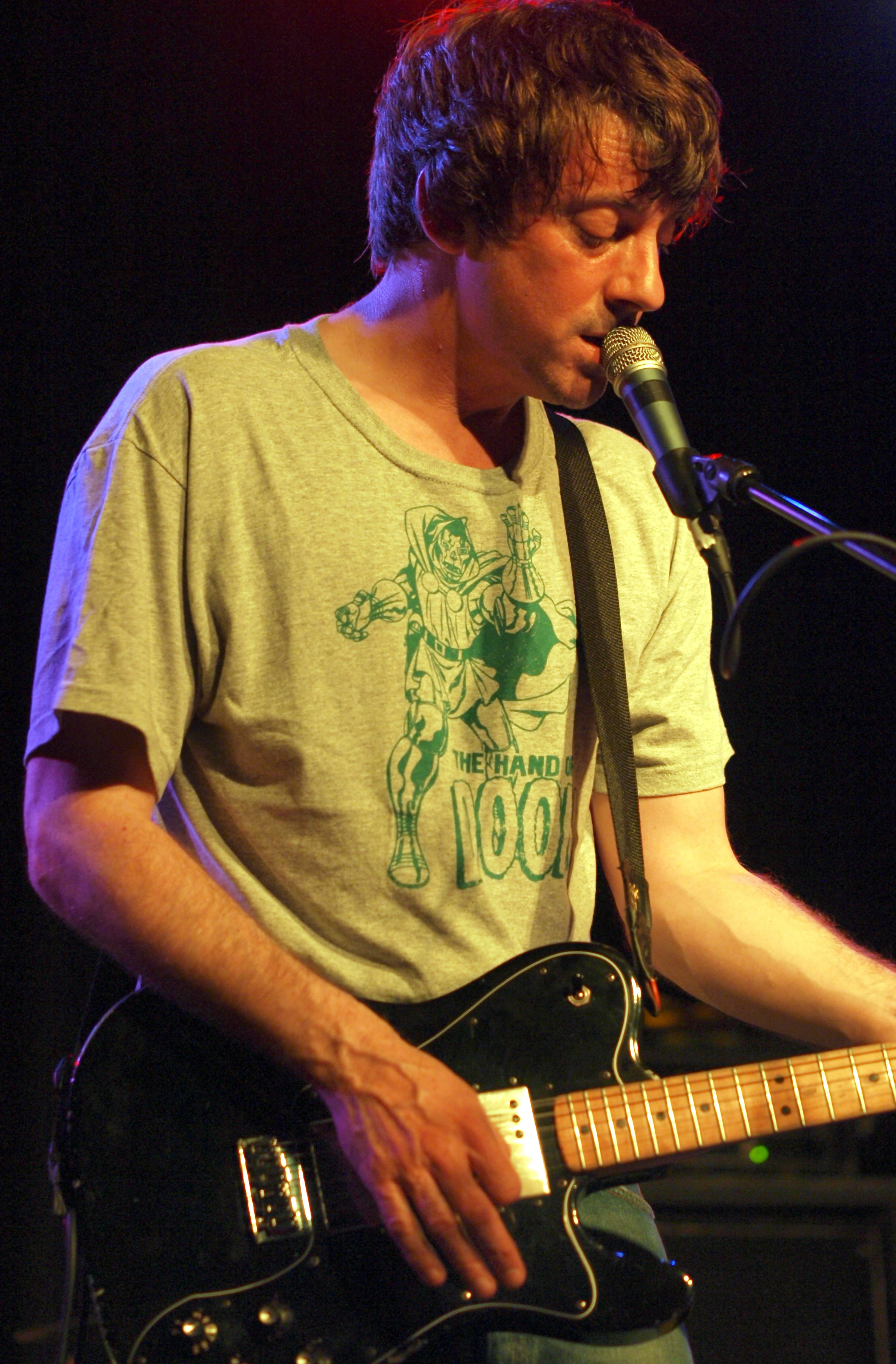
Graham Coxon under en konsert 2012.

Graham Leslie Coxon, född 12 mars 1969 i Rinteln, Västtyskland, är en brittisk musiker. Han var och är gitarrist i bandet Blur på deras första sex studioalbum, men slutade under inspelningen av det sjunde, Think Tank. Han medverkar där bara på sista spåret, "Battery in Your Leg". Utöver sin karriär som musiker är Coxon även konstnär och har ofta ställt ut sin konst.
År 2008 reformerades Blur och Coxon var tillbaka på sin plats. Han medverkar på gruppens senaste album, The Magic Whip (2015) och The Ballad of Darren (2023).

## Diskografi
Studioalbum, solo
- The Sky Is Too High (1998)
- The Golden D (2000)
- Crow Sit on Blood Tree (2001)
- The Kiss of Morning (2002)
- Happiness in Magazines (2004)
- Love travels at illegal speeds (2006)
- The Spinning Top (2009)
- A+E (2012)
- The End of the F***ing World (Original Songs And Score) (2018)
- The End of the F***ing World 2 (Original Songs And Score) (2019)